# 野口量
野口 量（のぐち りょう、本名同じ、1980年5月13日 - ）は、日本の振付師、ダンサー。ダンスパフォーマンスユニット「無名（ウーミン）」元メンバー、「WORLD ORDER」元メンバー兼チーフコリオグラファー（チーフ振付師）であり、楽曲の振付けやLIVEでの舞台演出を担当。

## 来歴
1999年に19歳でダンスを始める。
2003年にはダンスチーム無名（ウーミン）の一員として様々なコンテストで優勝し、翌2004年には日本最大のコンテストJAPAN DANCE DELIGHT vol.11にて初出場ながら準優勝。無名（ウーミン）を含む3チームのメンバーからなるダンスチームG'old（ジ・オールド）として2005年のJAPAN DANCE DELIGHT vol.12では優勝を果たす。無名（ウーミン）のメンバーとして参加したUNIQLOのCM「UNIQLOCK MIXPLAY」（2006年）は、2008年にはカンヌ国際広告祭グランプリ、東京インタラクティブアドアワード2008年グランプリなど、世界の広告賞を23賞を受賞した。このCMを見たミッシー・エリオットからオファーを受け、無名（ウーミン）は「Ching-a-Ling」「Shake Your Pom Pom」のミュージック・ビデオにゲスト出演している。その後、日本とアメリカを行き来しながらTV・LIVE出演などの仕事を精力的にこなす。またマーティン・ソルヴェイグのMVにも出演、振付けで参加し、フランスでも話題となる。
2009年にダンスパフォーマンスユニットWORLD ORDERとしてデビュー。チーフコリオグラファーとして楽曲の振付けを考案する。2010年にはWORLD ORDERの1stアルバム『WORLD ORDER』をリリースした他、『Hollywood Dance Festival』（ロサンゼルス） 、映画『ステップ・アップ3』オフィシャルイベント（ニューヨーク）に出演した。
2013年3月、梨本威温（コリオグラファー）、今井悠（ビートメイカー）とともに振付家ユニット『Hidali』を立ち上げ、のちに、一度立ち止まって、「自分自身の中のどんなものも吸収する空っぽの部分」と向き合うため、『Blank』の活動を開始。
2021年11月、DLEAGUE 21-22シーズンより日本発のプロダンスリーグ「第一生命 D.LEAGUE（ディーリーグ）」に出場する、『LIFULL ALT-RHYTHM（ライフル アルトリズム）』にチームディレクターとして就任。

## 出演・振付

### 映像
無名（ウーミン）
- UNIQLO MIX PLAY CM 出演/振付け（2006）
- ミッシー・エリオット MV「Ching-a-Ling」ゲスト出演（2008）
- マーティン・ソルヴェイグ MVゲスト出演/振付け（2008）

### TV
- TBS 「少年チャンプルIN名古屋」（2005）
- TBS 「少年チャンプル」レギュラー出演（2005）
- アメリカ「BET TV」出演 （2008）
- TBS 「はなまるマーケット」出演 （2010）
- 日本テレビ「ズームインスーパー」出演 （2010-2011）
- TBS「中居正広の金曜日のスマたちへ」出演（2011）
- テレビ朝日「SmaSTATION!!」出演（2011）
- 日本テレビ 「NEWS ZERO」出演 (2012)
- 日本テレビ 「完コピ!!」出演 (2012)
- NHK-Eテレ「Rの法則」 出演 (2012)
- フジテレビ 「SMAP×SMAP」 出演/振付け（2012）
- 日本テレビ「メレンゲの気持ち」出演（2012）
- フジテレビ「情報プレゼンター とくダネ!」出演（2012）
- フジテレビ「森田一義アワー 笑っていいとも!」出演（2012）

### ラジオ
- ラジオ：BIGLOBEシブヤマニア： （2005）
- 東京FMのミュージックバード （2006）

### SHOW
- 愛・地球博（公式催事）：EXPO DOME：（2005）
- 東京ディズニーシー・クラブナイト"ベイサイド・ビート" （2007）
- 世界ダウン症の日 ONE+WORLD 代々木公園野外ステージ （2007）
- 少年チャンプルダンス祭りin名古屋・栄オアシス21 (2007)
- グラミー賞50周年記念ツアーライブショーケース ミッシー・エリオット （2008）
- Hollywood Dance Festival （2010）（ロサンゼルス）
- 映画『ステップ・アップ3』（2010）（ニューヨーク）
- マイクロソフト主催「Worldwide Partner Conference 2011」（ロサンゼルス）
- MTV VIDEO MUSIC AWARDS JAPAN (MTV VMAJ)」(2012)　(幕張)
- 第43回東京モーターショー フォルクスワーゲンブース（2013）
- Veuve Clicquot主催イベント×FEMM@伊勢丹新宿店本館屋上（2014）（演出、振付け）

## コンテスト・賞
- デジカン10周年記念祭 異種エンターテイメント戦 優勝（2006）
- JAPAN DANCE DELIGHT VOL 11 準優勝（2004）
- リアルムーブメントダンスコンテスト 優勝（2003）
- リアルムーブメント GRAND CHAMPION大会 優勝（2003）
- その他、優勝、入賞等多数